# KV61
Ngôi mộ KV61 là một ngôi mộ không sử dụng, ngôi mộ này được phát hiện ở Thung lũng của các vị Vua của Ai Cập. Tại thời điểm khám phá ra, nó dường như đã không được sử dụng và đã đóng kín, vì vậy họ vẫn không biết nó được xây dựng cho vị vua nào. KV61 là tên viết tắt của Thung lũng của các vị Vua, theo số để chỉ rõ tên ngôi mộ ở thung lũng.

## Xem thêm

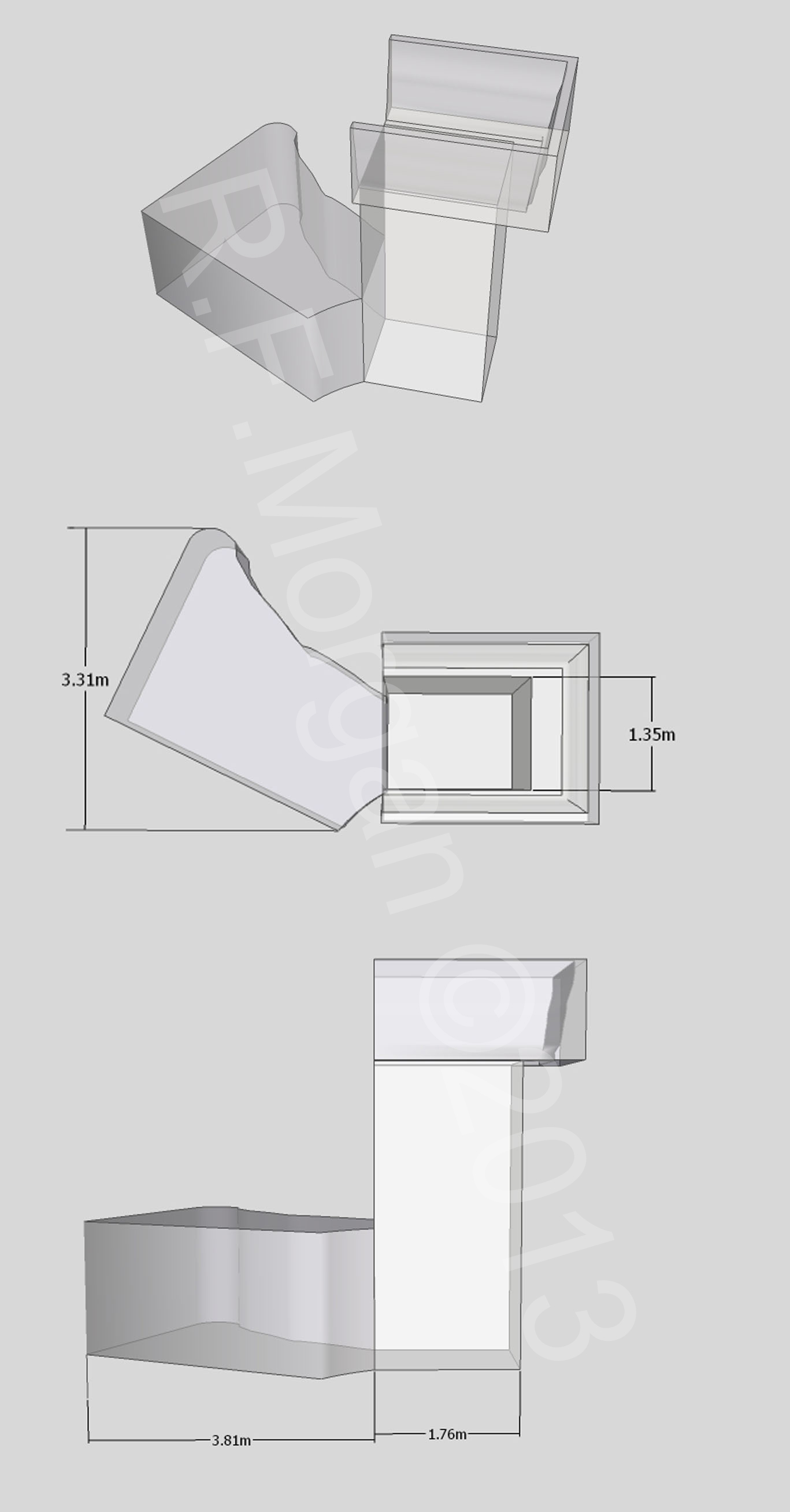
Một kế hoạch xây dựng và độ cao của ngôi mộ. Hình ảnh của KV61 lấy từ một mô hình 3d

## Bản đồ vị trí các ngôi mộ
|  | Chủ đề Ai Cập cổ đại |